# Hòe Bắc Bộ
Hòe Bắc Bộ hay hòe bắc, sơn đậu (danh pháp hai phần: Sophora tonkinensis) là một loài thảo dược được dùng trong Đông y.
Sofalcone là hợp chất dùng để chữa các bệnh tiêu hóa và là dẫn xuất tổng hợp của sophoradin, một dạng isoprenyl chalcone có trong loài cây này.